# Каруца
Каруца е превозно средство, състоящо се от 2 или 4 колела, открита дървена каросерия и задвижвано от животински впряг – обикновено кон, магаре или вол. Каруцата се използва за транспорт най-вече в селата и малките градове и е сред малкото напълно съобразени с екологията превозни средства.

## България
В българското село с каруца обикновено е наименувано превозно средство с 4 колела теглено от 1 или 2 коня. Тя е лека и, понеже се използва предимно за превоз на хора и леки товари, може да е украсена с рисувани орнаменти, цветя или природни мотиви. Известни са със здравината и елегантността си произвежданите в Горна Оряховица и Враца каруци. В Северозападна България, и на други места, каруцата за конски впряг е популярна с името талига (в руски телега).
Каруца с 2 колела се нарича двуколка или бешик (тур. – люлка). В България няма традиции да се използват за селскостопански нужди. Обикновено са предназначени за превоз на хора и то във впряг с 1 кон.
По-груба, по-тежка, с по-голям обем на каросерията и с по-висока товароподемност е т.нар. кола. Конструктивно колата е построена с 4 колела както каруцата, но се тегли от волове, биволи или от разпространените допреди 50-60 години коне, наричани тежковози. С такава волска кола може да се превозват товари от 1,5 до 2 тона.

## Конструкция
Традиционно се изработва от дърво, макар да се използват и колела с бандаж от твърда гума или пневматични автомобилни гуми. Въпреки че изглежда твърде примитивна, нейната изработка е свързана със сложни технически детайли, които понякога могат да отнемат месеци за сглобяването ѝ. Металните елементи от конструкцията се изработват предимно ръчно от коларо-железари, а направата на дървените колела с необходимата здравина изискват високи професионални умения и добро познаване на дървения материал от майсторите дърводелци.
Каруците се използват най-вече за превоз на селскостопанска продукция. Самите каруци тежат около 250-300 килограма, но с тях може да се пренася тройно по-голям товар.

## Галерия
- Коли с 4 колела и животински впряг, изобразени в „Standard of Ur“ от шумерския град Ур (2600 – 2400 пр.н.е.), Британски музей, Лондон
- Стара каруца, използвана в района на Cantabrie, Испания
- Кола от династията Суи, Китай (581 – 618 г.)
- Кола за тежки товари със следвоенен впряг (2 вола и кон), 1924 г.
- Руска каруца от 1914 г.
- Аржентинска каруца „небостъргач“ за калните междуселски пътища след проливни дъждове, теглена от 3 – 4 чифта волове или коне